# Marat Kalimulin
Marat Natfulowicz Kalimulin, ros. Марат Натфулович Калимулин (20 sierpnia 1988 w Togliatti, zm. 7 września 2011 w Jarosławiu) – rosyjski hokeista narodowości tatarskiej, reprezentant Rosji.

## Życiorys

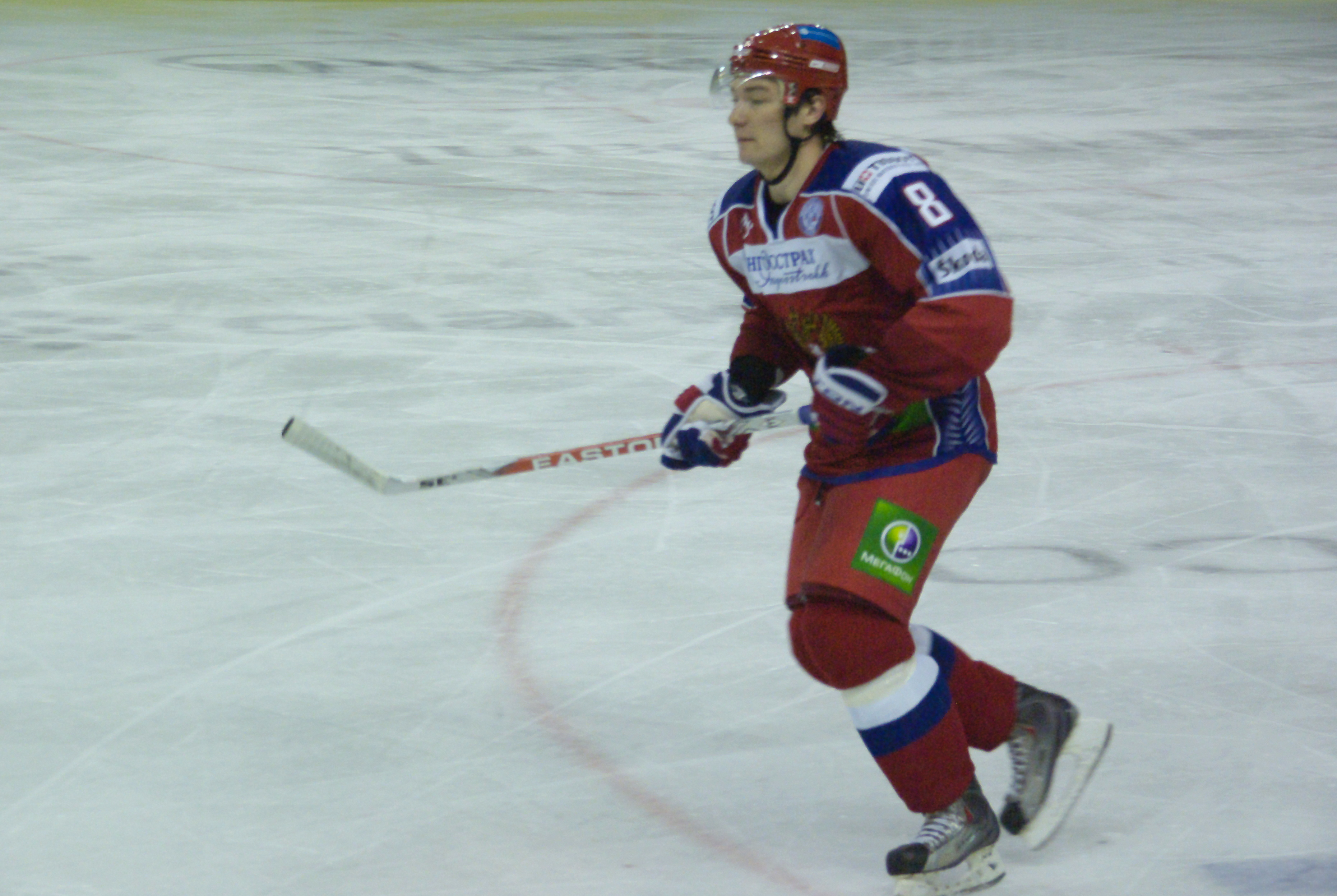
Marat Kalimulin podczas meczu reprezentacji Rosja B na turnieju EIHC w Sanoku (11.11.2010)

- Łada 2 Togliatti (2003-2006)
- Łada Togliatti (2005-2010)
- Ładja Togliatti (2009/2010)
- Łokomotiw Jarosław (2010–2011)

Pochodził z rodziny muzułmańskiej. Wychowanek Łady Togliatti. Reprezentant Rosji U-20 oraz kadry Rosji B. Zginął 7 września 2011 w katastrofie samolotu pasażerskiego Jak-42D w pobliżu Jarosławia. Wraz z drużyną leciał do Mińska na inauguracyjny mecz ligi KHL sezonu 2011/12 z Dynama Mińsk.
Został pochowany w rodzinnym Togliatti na cmentarzu muzułmańskim.

## Upamiętnienie
Od 2013 jego macierzysty klub Łada Togliatti organizuje hokejowy Turniej Pamięci Kalimulina.

## Sukcesy
Reprezentacyjne
- Brązowy medal Mistrzostw Świata Juniorów do lat 20: 2008

Klubowe
- Puchar Kontynentalny: 2006 z Ładą Togliatti
- Brązowy medal mistrzostw Rosji: 2011 z Łokomotiwem

Indywidualne
- KHL (2010/2011): najlepszy obrońca miesiąca – marzec 2011